# Comuna de Mrągowo
Mrągowo (polaco: Gmina Mrągowo) é uma gminy (comuna) na Polónia, na voivodia de Vármia-Masúria e no condado de Mrągowski. A sede do condado é a cidade de Mrągowo.
De acordo com os censos de 2004, a comuna tem 7451 habitantes, com uma densidade 25,3 hab/km².

## Área
Estende-se por uma área de 294,87 km², incluindo:
- área agricola: 61%
- área florestal: 19%

## Demografia
Dados de 30 de Junho 2004:
|                      | Total   | Total | Mulheres | Mulheres | Homens  | Homens |
| -------------------- | ------- | ----- | -------- | -------- | ------- | ------ |
|                      | pessoas | %     | pessoas  | %        | pessoas | %      |
| População            | 7451    | 100   | 3721     | 49,9     | 3730    | 50,1   |
| Densidade (pop./km²) | 25,3    | 100   | 12,6     | 12,6     | 12,6    | 12,6   |

De acordo com dados de 2002, o rendimento médio per capita ascendia a 1245,54 zł.

## Comunas vizinhas
- Kętrzyn, Mikołajki, Mrągowo, Piecki, Reszel, Ryn, Sorkwity